# Grotte de Fontéchevade
Die Grotte de Fontéchevade ist eine im Gemeindegebiet von Montbron gelegene prähistorische Höhle des Mittelpaläolithikums (Département Charente in der Region Nouvelle-Aquitaine).

## Etymologie
Die Höhle (Französisch la grotte) ist nach dem kleinen Bach Ruisseau de Fontéchevade bzw. nach dem an ihm gelegenen gleichnamigen Weiler Fontéchevade benannt. Der Ruisseau de Fontéchevade ist ein rechter Nebenfluss der Tardoire.

## Geographie
Die Höhle liegt 27 Kilometer östlich von Angoulême und 2 Kilometer nordwestlich von Montbron an der Grenze zur Gemeinde Orgedeuil. Bis zur Grenze des Départements Dordogne im Südosten (Gemeinde Varaignes) sind es nur 5,5 Kilometer, bis zur Westgrenze des Départements Haute Vienne 12,5 Kilometer (Gemeinde Maisonnais-sur-Tardoire).

## Beschreibung
Die in Nord-Süd-Richtung verlaufende Höhle besitzt die Gestalt eines 6 bis 7 Meter breiten und 30 Meter langen Tunnels. Am hinteren Ende der Höhle befindet sich ein Kamin, der zur plateaurtigen Oberfläche öffnet. Der Eingang liegt auf 120 Meter Meereshöhe in einem kleinen Wald unmittelbar südlich unterhalb des Weilers Fontéchevade auf der linken Talseite des Ruisseau de Fontéchevade. Der Bach entspringt etwas weiter nordöstlich an einer Quelle. Der Bach fließt innerhalb seiner Niederterrasse, eine ältere Hochterrasse liegt 6 bis 7 Meter höher. Der Eingang zur eigentlichen Haupthöhle befindet sich einige Meter über der Hochterrasse. Auf gleichem Niveau mit der Hochterrasse befindet sich jedoch noch ein zweiter Höhlenzugang.
Die Grotte de Fontéchevade kann über die Départementsstraße D 6 erreicht werden.

## Geologie
Die Höhle hat sich in flach liegenden karbonatischen Sedimenten des Aquitanischen Beckens gebildet, welche das Flusstal der Tardoire beidseitig säumen. Wegen der umfassenden Rekristallisation des Gesteins – eines sandigen Dolomits – ist es jedoch schwierig, eine eindeutige stratigraphische Zuordnung zu treffen, es dürfte sich aber entweder um Lias oder unteres Bajocium (Dogger) handeln. Der Mündungsbereich des Ruisseau de Fontéchevade mit seinen beiden Terrassen wird von einer mittelpleistozänen Mittel- und einer altpleistozänen Hochterrasse der Tardoire flankiert. Das eigentliche Flusstal der Tardoire ist jetzt mit holozänem Alluvium ausgefüllt – vorwiegend Sande und ziegelrote Tone mit Kieseln aus Quarz, Quarzit, Granit sowie Kalkbruchstücken.

## Geschichte
Die Grotte de Fontéchevade wurde zum ersten Mal ab 1870 von Paire und sodann von J.-L. Fermond untersucht. Es folgten zwischen 1902 und 1910 Durousseau-Dugontier, Vallade zwischen 1913 und 1914, Saint-Perrier im Jahr 1921 und David im Jahr 1933. David nahm Sondierungen im Aurignacien vor. Am 6. September 1933 wurde die Höhle als Monument historique eingeschrieben.
Zwischen 1937 und 1955 übernahm Germaine Henri-Martin die Grabungen. Im Jahr 1947 wurde eine menschliche Schädeldecke freigelegt. Sie wurde einem frühen
Neandertaler zugeordnet und dürfte deswegen den ältesten menschlichen Fund in der Charente darstellen.
Zwischen 1994 und 1998 unterzogen Harold L. Dibble und Kollegen die Höhle einer neuen Grabungskampagne. Auch die bisherigen, in Museen gespeicherten Funde wurden von ihnen erneut untersucht. Ihre Ergebnisse stellten die vormals gemachten Schlussfolgerungen sehr in Zweifel, insbesondere sahen sie nur minimale Anzeichen für eine eigenständige Kultur des Tayaciens.

## Stratigraphie
Im Jahr 1957 konnte Germaine Henri-Martin in der Höhle eine Stratigraphie aus den sechs Schichten A bis E erstellen. Der Höhlenboden war von einer Lehmschicht bedeckt. Die Schicht B entsprach dem Aurignacien, die Schicht C dem Moustérien und die Schicht E dem Tayacien. Die Besiedlung während des Tayaciens reichte auf das Interglazial zwischen der Riß- und der Würm-Kaltzeit zurück, bzw. auf 150.000 Jahre vor heute. Moderne Untersuchungen erbrachten mittlerweile acht Schichten.

## Menschliche Präsenz
Germaine Henri-Martin konnte im Jahr 1947 Bruchstücke eines einem Homo I zugeordneten Stirnbeins und eines Scheitelbeins freilegen. Bei Homo II war ein Teil einer relativ dicken Schädeldecke noch vorhanden, an welcher das Stirnbein und Teile des rechten und linken Scheitelbeins hingen. Es handelte sich anscheinend hier um einen betagten Frühneandertaler, da die Suturen verwachsen waren. Zur damaligen Zeit war in Frankreich nur ein vergleichbarer Fund bekannt. Dieser stammte aus der Grotte de l’Hyène vom Fundplatz Arcy-sur-Cure im Département Yonne.
Chase und Kollegen (2007) datierten jedoch Homo I und II auf 39.000 bis 33.000 Jahre vor heute (Protoaurignacien), was dem Sauerstoff-Isotopenstadium OIS 3 entspricht – und nicht dem letzten Interglazial.
Später wurden weitere menschliche Überreste entdeckt, wie beispielsweise der fünfte Mittelfußknochen links, der 1948 dem Moustérien zugeordnet wurde, sowie vier Zähne und eine Phalanx aus dem Aurignacien oder jünger.
Auch Durousseau-Dugontier hatten Reste von Homo sapiens angetroffen – das Scheitelbein eines jungen Mannes, Unterkieferreste eines Kindes und ein Speichenbruchstück. Sämtliche Funde waren aus dem Aurignacien.
In der Bronzezeit wurde die Höhle als kollektive Grabstätte genutzt.

## Angetroffene Fauna

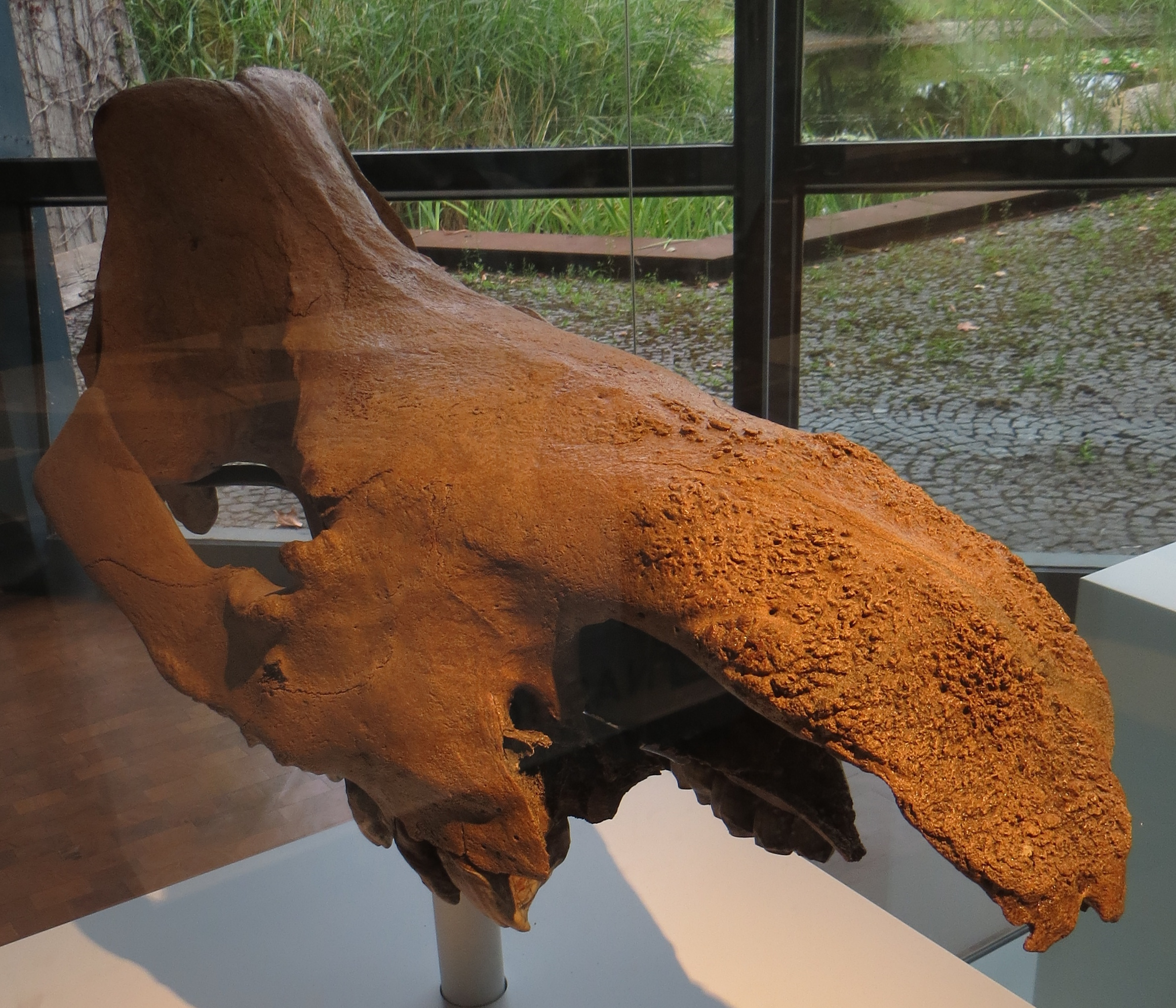
Schädel von Stephanorhinus kirckbergensis

Die in der Höhle angetroffene Fauna bestand aus Pferden (darunter anwesend waren Equus aff. germanicus und ein Europäischer Wildesel Equus hydruntinus), Großrindern (Rind und Wisent), Hirschen (Cervus elaphus), Rehen, Rentieren (Rangifer tarandus), Nagetieren (Feldhamster, Hasen, Murmeltiere, Rötelmäuse, Ziesel), Wildschweinen (Sus scrofa), Großkatzen (Höhlenlöwe Panthera spelaea), Füchsen (Polarfuchs Alopex lagopus und Rotfuchs Vulpes vulpes), Bären (Ursus spelaeus), Hunden (Wolf Canis lupus und Rothund Cuon alpinus) und Hyänen. Auch Vogelknochen waren vorhanden, gehörend zu  Schneeammer (Plectrophenax nivalis) und Alpenbraunelle (Prunella collaris). Die tiefe Schicht aus dem Tayacien enthielt Überreste einer Landschildkröte, eines Waldnashorns (Stephanorhinus kirckbergensis) und eines Clacton-Damhirschs (Dama dama clactoniana). In der Mikrofauna fanden sich Steppenlemminge (Lagurus lagurus), Alpenmurmeltier (Marmota marmota) und Microtus ratticeps. Insgesamt deutet die vorgefundene Fauna somit auf ein vorwürmzeitliches Alter des Tayaciens. Anmerkung: dem widerspricht jedoch die Neudatierung von Chase und Kollegen.
Die Fauna umschließt mehrheitlich Bewohner einer Taiga. Zugegen sind aber auch einige wenige Savannenbewohner (beispielsweise Hyänen), und das Waldnashorn verweist gar auf warmgemäßigten Regenwald. Diese erheblichen Unterschiede in der faunistischen Zusammensetzung lassen sich am ehesten durch starke und sehr rasche klimatische Schwankungen erklären. Sie sind möglicherweise aber auch taphonomisch bedingt, da die Höhlensedimente nur zum Teil in situ gebildet wurden, vorwiegend jedoch über den rückwärtigen Kamin eingeschwemmt wurden.

## Werkzeuge und Artefakten
Die Grotte de Fontéchevade war ab dem Mittelpaläolithikum bewohnt. Sie hat folgende Werkzeuge und Artefakten geliefert:

### Périgordien
Unter den während des Périgordiens von Menschen hinterlassenen Gegenständen befanden sich zahlreiche Stichel, Gravette-Spitzen und ein Bruchstück einer Font-Robert-Spitze.

### Aurignacien
Das Aurignacien lässt sich an Schabern, Sticheln, Klingen und Knochenspeerspitzen mit gespaltenem Schaft erkennen.

### Moustérien
Das Moustérien besteht aus Steinartefakten wie beispielsweise Spitzen und Faustkeilen.

### Tayacien
Das zeitlich parallel zum Acheuléen einhergehende Tayacien von Fontéchévade umfasst Schaber, Denticulés, Chopper oder auch massive Kratzer, jedoch keine Faustkeile.